# Kassim Ahamada
Kassim Ahamada (Dzaoudzi, 18 aprile 1992) è un calciatore francese naturalizzato comoriano, difensore del Chatou.

## Carriera

### Club
Cresciuto nelle giovanili del Troyes, trascorre i primi anni di carriera in quinta divisione con le maglie di Évry, Beauvais, Template:Calcio Bourges Foot e Vierzon.
Nel 2020 viene acquistato dal Créteil-Lusitanos giocando per la prima volta in Championnat National.

### Nazionale
Debutta con la nazionale comoriana il 28 marzo 2011 in occasione dell'incontro di qualificazione per la coppa delle nazioni africane 2012 perso 3-0 contro la Libia.
Nel gennaio 2022 viene incluso nella lista finale per la Coppa delle nazioni africane 2021.

## Statistiche
Statistiche aggiornate al 9 gennaio 2022.

### Presenze e reti nei club
| Stagione        | Squadra                      | Campionato      | Campionato | Campionato | Coppe nazionali | Coppe nazionali | Coppe nazionali | Coppe continentali | Coppe continentali | Coppe continentali | Altre coppe | Altre coppe | Altre coppe | Totale | Totale | Totale |
| Stagione        | Squadra                      | Comp            | Pres       | Reti       | Comp            | Pres            | Reti            | Comp               | Pres               | Reti               | Comp        | Pres        | Reti        | Pres   | Reti   |        |
| --------------- | ---------------------------- | --------------- | ---------- | ---------- | --------------- | --------------- | --------------- | ------------------ | ------------------ | ------------------ | ----------- | ----------- | ----------- | ------ | ------ | ------ |
| 2013-2014       | Évry                         | CFA2            | 20         | 0          | CF              | 0               | 0               |                    | -                  | -                  |             | -           | -           | 20     | 0      |        |
| 2014-2015       | Évry                         | CFA2            | 25         | 1          | CF              | 0               | 0               |                    | -                  | -                  |             | -           | -           | 25     | 1      |        |
| 2015-2016       | Beauvais                     | CFA2            | 18         | 0          | CF              | 0               | 0               |                    | -                  | -                  |             | -           | -           | 18     | 0      |        |
| 2016-2017       | Beauvais                     | CFA2            | 11         | 0          | CF              | 0               | 0               |                    | -                  | -                  |             | -           | -           | 11     | 0      |        |
| 2017-2018       | Template:Calcio Bourges Foot | N3              | 21         | 0          | CF              | 0               | 0               |                    | -                  | -                  |             | -           | -           | 21     | 0      |        |
| 2019-2020       | Vierzon                      | N3              | 14         | 1          | CF              | 0               | 0               |                    | -                  | -                  |             | -           | -           | 14     | 1      |        |
| 2020-2021       | Créteil-Lusitanos 2          | N3              | 6          | 0          |                 | -               | -               |                    | -                  | -                  |             | -           | -           | 6      | 0      |        |
| 2021-2022       | Créteil-Lusitanos 2          | N3              | 8          | 0          |                 | -               | -               |                    | -                  | -                  |             | -           | -           | 8      | 0      |        |
| 2020-2021       | Créteil-Lusitanos            | N               | 6          | 0          | CF              | 1               | 0               |                    | -                  | -                  |             | -           | -           | 7      | 0      |        |
| 2021-2022       | Créteil-Lusitanos            | N               | 8          | 0          | CF              | 3               | 0               |                    | -                  | -                  |             | -           | -           | 11     | 0      |        |
| Totale carriera | Totale carriera              | Totale carriera | 132        | 2          |                 | 4               | 0               |                    | -                  | -                  |             | -           | -           | 136    | 2      |        |

### Cronologia presenze e reti in nazionale
| Cronologia completa delle presenze e delle reti in nazionale ― Comore | Cronologia completa delle presenze e delle reti in nazionale ― Comore | Cronologia completa delle presenze e delle reti in nazionale ― Comore | Cronologia completa delle presenze e delle reti in nazionale ― Comore | Cronologia completa delle presenze e delle reti in nazionale ― Comore | Cronologia completa delle presenze e delle reti in nazionale ― Comore | Cronologia completa delle presenze e delle reti in nazionale ― Comore | Cronologia completa delle presenze e delle reti in nazionale ― Comore |
| Data                                                                  | Città                                                                 | In casa                                                               | Risultato                                                             | Ospiti                                                                | Competizione                                                          | Reti                                                                  | Note                                                                  |
| --------------------------------------------------------------------- | --------------------------------------------------------------------- | --------------------------------------------------------------------- | --------------------------------------------------------------------- | --------------------------------------------------------------------- | --------------------------------------------------------------------- | --------------------------------------------------------------------- | --------------------------------------------------------------------- |
| 28-3-2011                                                             | Bamako                                                                | Libia                                                                 | 3 – 0                                                                 | Comore                                                                | Qual. Coppa d'Africa 2012                                             | -                                                                     |                                                                       |
| 5-6-2011                                                              | Mitsamiouli                                                           | Comore                                                                | 1 – 1                                                                 | Libia                                                                 | Qual. Coppa d'Africa 2012                                             | -                                                                     | 0’                                                                    |
| 5-9-2015                                                              | Mitsamiouli                                                           | Comore                                                                | 0 – 1                                                                 | Uganda                                                                | Qual. Coppa d'Africa 2017                                             | -                                                                     |                                                                       |
| 13-10-2015                                                            | Maseru                                                                | Lesotho                                                               | 1 – 1                                                                 | Comore                                                                | Qual. Mondiali 2018                                                   | -                                                                     | 64’                                                                   |
| 5-6-2016                                                              | Moroni                                                                | Comore                                                                | 0 – 1                                                                 | Burkina Faso                                                          | Qual. Coppa d'Africa 2017                                             | -                                                                     |                                                                       |
| 4-9-2016                                                              | Kampala                                                               | Uganda                                                                | 1 – 0                                                                 | Comore                                                                | Qual. Coppa d'Africa 2017                                             | -                                                                     |                                                                       |
| 15-11-2016                                                            | Tunisi                                                                | Gabon                                                                 | 1 – 1                                                                 | Comore                                                                | Amichevole                                                            | -                                                                     | 83’                                                                   |
| 29-3-2021                                                             | Il Cairo                                                              | Egitto                                                                | 4 – 0                                                                 | Comore                                                                | Qual. Coppa d'Africa 2021                                             | -                                                                     | 46’                                                                   |
| 24-6-2021                                                             | Doha                                                                  | Palestina                                                             | 5 – 1                                                                 | Comore                                                                | Qual. Coppa araba FIFA 2021                                           | -                                                                     |                                                                       |
| 7-9-2021                                                              | Iconi                                                                 | Comore                                                                | 1 – 0                                                                 | Burundi                                                               | Amichevole                                                            | -                                                                     | 79’                                                                   |
| Totale                                                                |                                                                       | Presenze                                                              | 10                                                                    |                                                                       | Reti                                                                  | 0                                                                     |                                                                       |